# Benda Bilili!
Pour plus de détails, voir Fiche technique et Distribution.
Benda Bilili ! (littéralement « Au-delà des apparences ») est un documentaire franco-congolais de Renaud Barret et Florent de La Tullaye, qui traite du groupe de musique Staff Benda Bilili.
Sorti en septembre 2010 et produit par Screenrunner (Yves Chanvillard et Nadim Cheikhrouha), le film a été présenté en première mondiale, en ouverture de la Quinzaine des réalisateurs durant le Festival de Cannes mai 2010. Le film est ensuite distribué dans le monde entier.

## Synopsis
Ricky a un rêve, faire du Staff Benda Bilili le meilleur orchestre du Congo Kinshasa et d'aller en Europe pour être riches et célèbres. Roger, enfant des rues, désire plus que tout rejoindre ces stars du ghetto qui écument la ville sur des fauteuils roulants customisés façon Mad Max.
Ensemble, il leur faut déjouer les pièges de la rue, rester unis, trouver dans la musique la force d'espérer.

## Fiche technique
- Titre : Benda Bilili!
- Réalisation : Renaud Barret et Florent de La Tullaye
- Production : Screenrunner, La Belle Kinoise
- Scénario : Renaud Barret, Florent de La Tullaye
- Image : Florent de La Tullaye, Renaud Barret
- Montage : Jean-Christophe Hym
- Son : Florent de La Tullaye Renaud Barret
- Musique : Staff Benda Bilili

## Distribution
- Groupe Staff Benda Bilili : Léon « Ricky » Likabu, Roger Landu, Coco Ngambali Yakala Theo « Coude » Nsituvuidi, Claude Kinunu Montana, Paulin « Cavalier » Kiara-Maigi, Djunana Tanga-Suele, Cubain Kabeya, Makembo Nzalé Zadis Mbulu Nzungu, Waroma « Santu Papa » Abi-Ngoma, Kabanba Kabose Kasungo, Maria Barli Djongo.

## Distinctions
Prix Womex 2009
Film d'ouverture Quinzaine des réalisateurs - Cannes mai2010
- Etoile d'Or du Meilleur documentaire, Prix de la critique française 2011[réf. nécessaire]
- Prix du public, Festival international du film de Dublin 2011